# تجربة ليبيت
في ثمانينيات القرن العشرين بدأ بنيامين ليبيت بنشر أبحاث سيكولوجية مفاجئة للحقل العلمي والفلسفي، مغزى هذه الأبحاث أن القرارات التي يتخذها الإنسان يجري اتخاذها في الدماغ قبل أن يكون الإنسان على وعي بها. عرفت هذه التجارب بـ«تجربة ليبيت».
هي تجربة علمية قام بنيامين ليبيت المُختصّ في علم النفس العصبيّ في جامعة كاليفورنيا تحاول هذه التجربة الإجابة عن السؤال القائل: هل لدى الإنسان إرادة حرة؟، لذلك تم ربط متطوعين بأجهزة لقياس موجات الدماغ، وطلب منهم إصدار حركة في وقت محدد. وكانت النتيجة مثيرة للجدل، حيث انه تم رصد إشارات عصبية قبل الوعي بالقرار. أجراها بنيامين ليبيت عام 1980.

## بنيامين ليبيت
بنيامين ليبيت (Benjamin Libet)، من مواليد 12 أبريل 1916 في شيكاغو وتوفي 23 يوليو 2007 في ديفيس، كاليفورنيا، كان عالمًا رائدًا في مجال الوعي البشري. كان باحثًا في قسم علم وظائف الأعضاء بجامعة كاليفورنيا في سان فرانسيسكو. هو أول من يحصل في عام 2003 على «جائزة نوبل في علم النفس الظاهري» من جامعة كلاجنفورت، «لنتائجه في مجال الوعي، وبدء العمل، والإرادة الحرة».

## التجربة
قام بنيامين ليبيت بربطِ المشاركين في دراسةٍ له بأجهزة (EEG) المخصصة بقياس موجات النشاط الكهربائي بالدماغ، ليقيس نشاط دماغهم حيث طَلَب منهم مشاهدةَ ساعةٍ تدور حولها نقطة. وعندما يشعرُ المُشاركُ برغبة في تحريكِ إصبعه، عليه ملاحظةَ موقعِ تلك النقطة بالتحديد. وقد سجَّل ليبيت نشاطاتٍ دماغيةٍ قبل مئاتٍ من الميللي ثانية من إظهار المشاركين أي تعبيرٍ بإرادتهم الواعية في تحريكه.
حيث يتم تحديد الوقت الذي تحرك فيه المرء بدقة من خلال استشعار حركة عضلات ذراعه أما قياس النشاط الدماغي فيتم عبر أقطاب كهربائية مثبتة على فروة الرأس. وعندما توضع هذه الأقطاب فوق ما يُعرف بالقشرة الحركية للمخ (والتي تقع تقريبا على طول منتصف الرأس)، تتباين الإشارة الكهربائية الصادرة من الجانبين الأيمن والأيسر من الدماغ، عندما يعكف المرء على اختيار هذا الجانب أو ذاك، وبدء تنفيذ ذلك الاختيار والساعة فقد صُممت بشكل خاص يتيح الفرصة للمشاركين في التجربة لتحديد توقيت التغيرات التي تطرأ على أوضاع أجسادهم، حتى لو لم يتعد الفارق بين هذه التغيرات جزء من الثانية وعلى وجه هذه الساعة – أو سطحها – توجد نقطة واحدة تُكْمِلُ دورة كاملة كل 2.56 ثانية، مما يعني أن تحديدك لموقعها في أي لحظة يعني في الوقت ذاته تحديد توقيت حدوث تغير ما كذلك.
وجد ليبيت بذلك دليل على أن بداية نشاط دماغي مسبب للحركة قبل ظهور القرار الواعي لتحريك اليد بعبارة أخرى التجربة تقول أن القرار الواعي لا يسبب حركة اليد حيث النشاط الدماغي سبق الإرادة الشخصية  الأمر الذي جعل الإرادة عبارة عن وهم واعتبر قرارات الوعي ليست أكثر من تقارير عما يحدث وليست سبب لأفعالنا التي تحدث وقد تحدث بنيامين ليبيت عن نتائج تجربته الصادمة قائلا أننا قد لا نملك إرادة حرة لكن هناك وقت لما يمكن أن تسميه بحرية اللا إرادة.

تجربة ليبيت

ماذا تعني هذه النتائج؟ تفسيرات وتأويلات نتائج تجربة ليبت متعددة ومتفاوتة، إحداها أن حرية الإرادة مجرد وهم. هذه التأويلات ظهرت في كبريات الصحف في العالم. ما تقوله تجربة ليبيت ليس بعيدا عن هذه التأويلات، فلا معنى لوجود إرادة حرّة إذا كانت القرارات تتخذ في الدماغ قبل أن يعي الفرد بها، بمعنى آخر أن علميات بيولوجية وعصبية في الدماغ هي من يتخذ القرارات، وليس ما نعتقد أنه «الإنسان الواعي».

## جون ديلان هينز
في سنة 2007، قام الألماني هاينز (John-Dylan Haynes)، عالمُ الأعصاب في مركز بيرنشتاين لعلومِ الأعصابِ المُحَوسَبة في برلين، بإجراء تجارب على أشخاصٍ وضعهم تحت ماسحةٍ دماغية، حيث تُعرَضُ على شاشةٍ أمامهم حروفٌ عشوائيةٍ وبشكلٍ متتالٍ. وطُلب منهم الضغطُ على مفتاحٍ إمّا باستخدام إصبع السَّبّابة الأيمن أو الأيسر عند الشعور بالرغبة في ذلك، مع تذكُّر الحرف الذي ظهر على الشاشة في تلك اللحظة التي قرر فيها الضغط. وقد تمَّ استخدامُ تقنيَّة تصوير بالرنين المغناطيسي الوظيفي (fMRI) في التجربة، وذلك للتتبُّع نشاطاتِ الدِّماغ لحظيَّاً عندما يُقرِّر المتطوِّعُ استخدام إصبع يده اليُمنى أو اليُسرى. وقد كانت النتائج مُفاجِئة.
«في البداية قلتُ بأنَّ علينا التحقق إن كانت النتائجُ صحيحةً» يقول هاينز، «قُمنا بتكرار الفحوصات للتأكد، وبدرجاتٍ أكبر من أيِّ دراسةٍ شاهدتها من قبل».

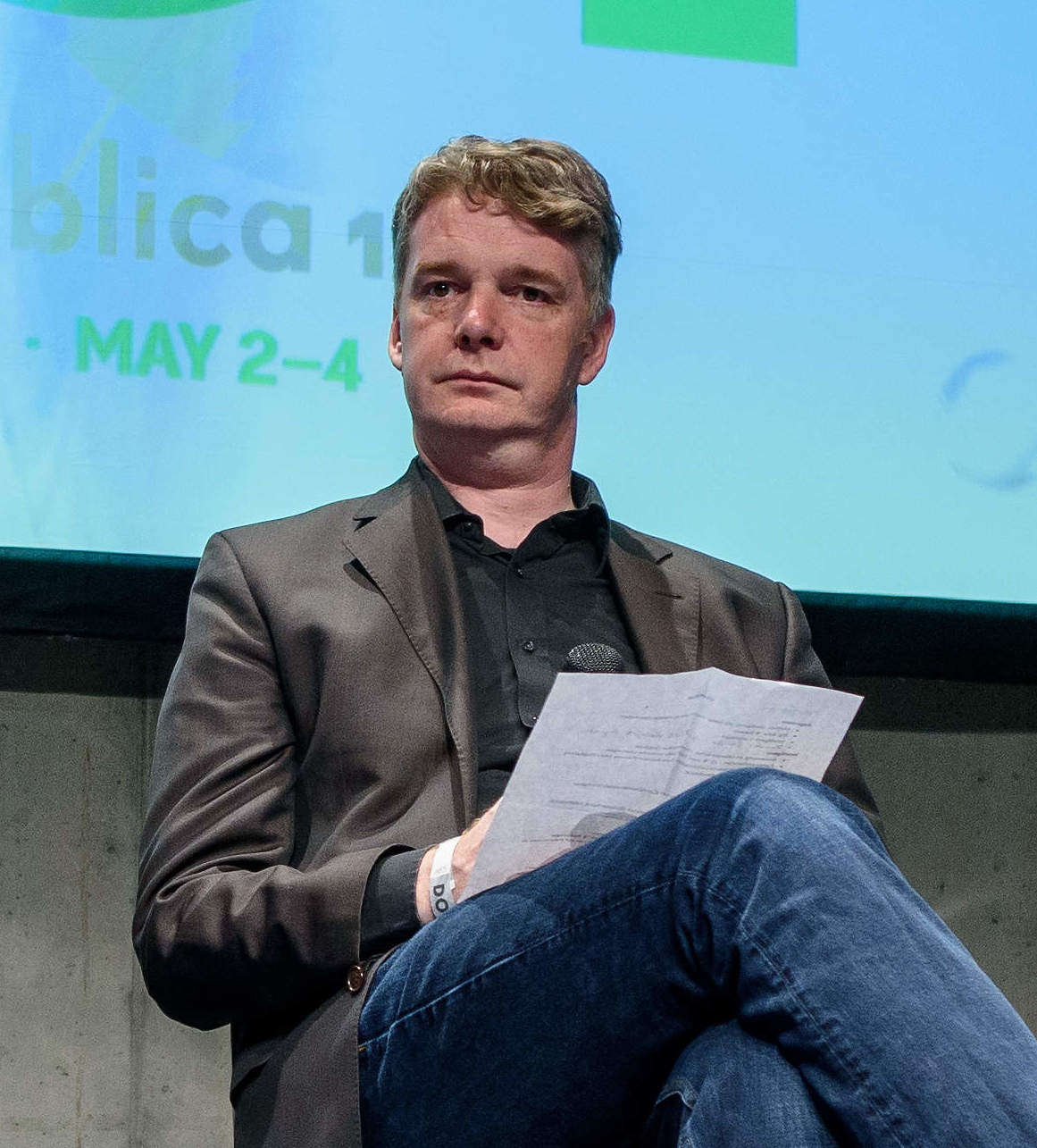
جون ديلان هينز

إنَّ القرار الواعي بالضغطِ على المفتاح تمَّ اتِّخاذه قبْلَ حوالي ثانية واحدة من الضغطِ الفعليّ، ولكنَّ فريقنا اكتشف بأنَّ هناك نمطاً مِن النَّشاطِ الدماغيّ يبدو بأنّه بالإمكانِ عبره التَّنبؤ بذلك الخيار قَبْل حتى سبع ثوانٍ. أيْ قبلَ أنْ تُدركَ عيِّنةُ الاختبارِ بأنه قام باختيارٍ حتى. لذا يبدو بأنَّ الدماغ، قد قرر الاختيار مُسبقاً.
نحن البشر، نُحبُّ الظنَّ بأنَّ خياراتنا نقوم بها في إدراكنا الواعي - أننَّا نمتلكُ إرادةً حرَّة. جادل الفلاسفةُ ذلك المفهومِ لقرونِ عدّةٍ، والآن هاينز وعلماء أعصاب تجريبِّيين أخريين يُحيُون تحدياً جديداً. يقولون بأنَّ الوعيَ باتخاذ قرارٍ ما، قد يكون مُجرَّدَ فكرةٍ بيوكيميائيةٍ متأخرة ليس لها أيُّ تأثيرٍ على الأفعالِ الحقيقيّةِ التي يقومُ بها الفرد. وبحسب هذا المنطق، هم يقولون بأنَّ الإرادةَ الحرة ما هي إلاّ وهْم. «نحنُ نشعر بأنَّنا نقوم بالاختيار، ولكنَّنا في الحقيقة لا نختار،» يقول باتريك هاجرد (Patrick Haggard)، عالمُ أعصابٍ في كليَّة جامعة لندن.
ربّما تظنُّ بأنَّك قمتَ باختيار اقتناء كوبٍ من الشَّاي أو القهوة هذا الصباح، على سبيل المثال، ولكنَّ القرار على الأغلب تمَّ قبل إدراكك بكثير. بالنسبة لـ هاينز، هذا أمرٌ مُقْلِق، «سأكون صريحاً للغاية، أجدُ من الصعب جداً التَّعامل مع هذه الحقيقة»، يقول هاينز، «كيف بإمكاني أنْ أقولَ بأنَّ هذه إرادتي (أنا) إنْ كنتُ لا أعلمُ حتى متى تمَّ ذلك ولا القرار الذي تمّ اتِّخاذه؟»

## نقد التجربة
كانت نتائجُ لايبت مثيرةً للجدل. وقال النُّقادُ بأن الساعة ساعدت على تشتيت انتباه المُشاركين، بالإضافةِ لمسألةِ تسجيلهِ للإرادة الواعية التي اعتُبِرتْ غير موضوعية كثيراً لاعتمادها على المؤشرات التي يُظهرها الشخص كإرادة واعية. في العادة، تُحدَّد مُدخلات التجارب التي يُجريها علماء الأعصاب - أظْهِر صورةً في لحظةٍ معينة لأحدهم، وسجِّل تلك النشاطات التي تجري في الدماغ. ولكن عندما يكون المُدخَل هي إرادة المُشارك الواعية لتحريك إصبعه يتم تحديد ذلك الوقت بشكلٍ غير موضوعيّ. بالإضافة لأنَّ النُّقاد لمْ يقتنعوا بأنّ تلك النشاطات التي سجلها لايبت، والتي سبقت القرار الواعي، هي كافية لأنْ تسبَّبَ باتخاذ ذلك القرار - ربَّما ما هي إلاّ استعداداتُ الدِّماغِ لأنْ يُقرِّر ومن ثمَّ يُحرِّك الإصبع.
حتى علماء الفلاسفةُ من جانبهم غير مُقتنعين بأنَّ بإمكانِ ماسحاتُ الدِّماغِ أنْ تمسح الإرادة الحرة بتلك السهولة. البعض قام بالتشكيك بنتائجِ علماء الأعصاب وتفسيرهم لها، قائلين بأنَّ الباحثين لمْ يفهموا ذلك المفهوم الذي يقومون بنفيه بشكلٍ كافٍ. آخرون كُثر لا ينخرطون بالعلمِ على الإطلاق. «عُلماء الأعصاب والفلاسفة منفصلين عن بعض بشكلٍ كبير،» يقول وولتر جلانون (Walter Glannon)،  فيلسوفٌ في جامعة كالجاري في كندا، والمهتم في علم الأعصاب والأخلاقِ والإرادة الحرة.
هناك مؤشِّراتٌ بظهور بدايةٍ لتغيير هذا الأمر. هذا الشهر؛ مجموعةٌ من المشاريع المرتبطةِ بالأسئلة الكبرى حول الإرادةِ الحرَّة قيد الإعداد، ضمن خطةٍ بسنواتٍ أربع، وتمويلٍ يُقدَّر بـ 4.4 مليون دولار أمريكي مُقدَّمٌ من مؤسسة جون تمبلتون في الولايات المتحدة، والتي تدعم أبحاثاً تربط بين اللاهوت والفلسفة والعلوم الطبيعيَّة. يقول البعضُ أنَّه ومع تكرار التَّجارب وتحسينها، سيكون بإمكان علم الأعصاب مُساعدة الباحثين في تحديد العمليات الفيزيائية المرتبطة بالإرادة الواعية لفهمٍ أفضل لنشاطات الدماغ التي تسبقها. وإن كان بالإمكانِ إيجادُ نشاطاتٍ غير واعيةٍ في الدماغ للتنبؤ بالقراراتِ بشكلٍ كامل، عملٌ كهذا قد يُزعزعُ مفهومَ الإرادة الحرة بشكلٍ كبير، «منَ المُحتمل أنَّ الارتباطات العصبية تتحول في مرحلةٍ ما إلى نقاط اتصالٍ عَرَضيَّةٍ بين ميكانيكية عمل الدماغ وبين سلوكه»، يقول جلانون، «وإنْ كانت تلك هي القضيَّة بين أيدينا، هذا سيهدد الإرادة الحرة، بأيِّ تعريفٍ لها في الفلسفة».
و تُعتبر تجربة هاينز في 2008 تحديثاً لتجربة لايبت السابقة: ففي حين لمْ يكن بإمكان التقنية التي استخدمها لايبت (EEG) سوى النظر في منطقةٍ محدودةٍ لدراسة نشاطاتِ الدماغ فيها، يُمكِنَ عبر الـ (fMRI) التي استخدمها هاينز تفحُّص نشاط الدماغ بأكمله؛ وحيث طُلب من مُشاركي لايبت فقط تحديد اللَّحظة التي قرروا فيها التحريك، عرَّضهم اختبار هاينز لخيارين اثنين. ولكنْ للآن يجدُ النُّقاد ثغراتٍ في هذه التجربة، بالإشارة أنّ هاينز وفريقه بإمكانهم التنبؤ بنقرةٍ بالإصبع الأيمن أو الأيسر على المفتاح بدِقَّةٍ تصل إلى 60% بأفضل الأحوال. وبالرغم أنّ هذا يعني أنها ليست مجرد صُدفة، ولكنَّ هذا غير كافٍ للادِّعاءِ أنَّ الدماغ قام بالفعل باتخاذ القرار قبْلَ إدراكِ واعٍ، تُجادل أدينا روسكيز (Adina Roskies) عالمة الأعصاب والفيلسوفة الباحثة في الإرادةِ الحرة في كلية دارموث. وبالإضافة لذلك، «إنَّ كلَّ ما تقترحه الدراسة هو وجودُ بعضِ العواملِ المادِّية تؤثِّر على اتخاذ القرار»، وليس من المفترض أنْ يكونَ هذا أمراً مفاجئاً. فؤلئك الفلاسفة المُلمِّين بالعلم، تُضيف، لا يعتقدون بأنّ هذا النوع من الدِّراسات هو دليلٌ على غياب الإرادةِ الحرة، لأنّ هذا التجارب هي بمثابةِ رسمٍ كاريكاتوريّ لمسألة اتخاذ القرار. فحتى قراراً بسيطاً شكلياً كشربِ الشّاي أو القهوةِ هو أكثر تعقيداً من اتخاذ قرارٍ بالضغط على مفتاحٍ بهذا اليد أو تلك.

## حرية الإرادة مجرد وهم
في كل عام، يُكتب المزيد عن تجربة ليبت، بل إنها أدت لنشوء مجال بحثي مزدهر يشهد إجراء دراسات مفصلة حول العلاقة بين علم الأعصاب والإرادة الحرة للإنسان حيث أطلقت أبحاث ليبيت كما هائلا من الأبحاث والجدال في السيكولوجيا وعلم الأعصاب وعلوم الدماغ والفلسفة والعلوم الاجتماعية. اتفاقات واسعة واعتراضات عريضة داخل هذه الحقول المعرفية النشطة توجهت لنتائج تجارب ليبت والتأويلات التي يمكن أن تستنتج من تلك التجارب. داخل الحقل الفلسفي هناك اعتراضات على نتائج ليبيت من نوعين. النوع الأول يقول إن هناك فجوة بين الملاحظات والاستنتاجات، والنوع الثاني يقول بوجود فجوة بين استنتاجات ليبيت العلمية وتأويلاته للدلالات الفلسفية لتلك النتائج.
و هنالك قضايا مفاهيميَّة (Conceptual)، وأخرى دلاليَّة (Semantic). «ما قد يُساعد بالفعل هو جلوس العلماء والفلاسفة والخروج باتفاقٍ لتحديد ما تعنيه الإرادة الحرَّة»، يقول جلانون. فحتى ضمن الأطرِ الفلسفيَّة نجدُ بأنَّ تعريف الإرادة الحرَّة لا يتمُّ الاتفاق عليه أحياناً. بعض الفلاسفةِ يُعرِّفونها بأنها القُدرة على اتـِّخاذِ قراراتٍ منطقيِّة\واعية دون إجبار. تعريفاتٌ أخرى تضعها في السِّياق الكونيّ: في لحظة اتخاذ القرار، وبالأخذ بالاعتبار كلُّ ما حدث في السَّابق، مع إمكانية الوصولِ لقرارٍ مختلف. آخرون مرتبطون بفكرة وجود «روحٍ» لامادية توجِّه وتأخذ القرارات وبإمكان علماء الأعصاب المساهمة بشكلٍ مباشر في ترتيب هذه التعريفات، أو إضافة أبعادٍ تجريبيَّةٍ لها. ممَّا قد يوصِلنا لفهمٍ أعمق، وأفضل لما يتضمَّنه الشُّعور بالإرادة الحرَّة، أو تهذيب الرؤى حول ماهيَّة الإرادة الواعية.
الآن يُديرُ ميلي مشروع مؤسسة تمبلتون والذي بدأ بجمع فلاسفة وعلماء أعصابٍ سوياً، «أعتقدُ بأنَّه وبقيامنا بإجراء جيلٍ جديدٍ من الدِّراسات بتصاميمَ أفضل، سنصل لأدلَّةٍ أفضل لما يحصُلُ في الدماغ عندما يقوم الناسُ باتخاذ القرارات»، يقول روسكيز. بعضُ اللِّقاءات غير الرسميَّة بدأتْ بالفعل. والذي يتم تمويلها عبر البرنامج، تخطِّطُ لقضاء وقتٍ خلال هذه السنة في مختبر مايكل شالدن (Michael Neil Shadlen)، الباحث في علم النفس العصبيّ في جامعة واشنطون، ويبحث في آليَّات اتِّخاذ القرار في الدِّماغ لدى الرَّئيسيَّات. «سنجادل بعضنا بكلّ قوَّة حتى يفهم كلانا وجهة نظر الآخر بشكلٍ واضح، ويُقنِع أحدنا الآخر بأنه كان مُخطئاً،» تقول روسكيز.
حتى هاغارد لديه تمويل من تمبلتون في مشروعٍ يهدفُ فيه لإيجادِ طريقةٍ لتحديدِ الوقت الذي يحدثُ فيه اتِّخاذ القرارَ الواعي والأفعال المُرافقة بشكلٍ موضوعيّ، بدلاً منَ الاعتمادِ على مُخرجاتٍ ذاتيَّة. يقومُ فريقُه بتجهيز طريقةٍ تجريبية، حيث يقومُ عبرها النّاسُ بلعِبِ لُعبةٍ تنافُسيَّة ضدَّ كمبيوتر بينما تتمُّ دراسة نشاطات أدمغتهم.
مشروعٌ آخر، يُديره كريستوف كوخ (Christof Koch) المهندس الحيويّْ في مؤسَّسةِ كاليفورنيا للتكنولوجيا (The California Institute of Technology)، سيستخدمُ تقنيَّةً شبيهةً بتلك المُستخدَمة بتجربة فرايد، وذلك لتفحص استجابة الجهاز العصبيّ للأشخاص عند قياهم باستخدامِ المنطق لاتِّخاذ القرارات. ويأملُ فريقه أنْ يجدوا مقدار الأهمِّية التي يُعطيها الناس لأخذ العديد من القرارات المُختلِفة.
الفلاسفةُ على استعدادٍ لتقبُّلَ أنَّ علم الأعصاب قد يتمكَّنُ يوماً ما مِنْ نفيِ مفهوم الإرادةِ الحُرَّة. وذلك بتخيُّلِ مسألةِ يتمكَّن فيها الباحثون على الدَّوام مِنْ توقُّع ما قد يختاره شخصٌ بمجرد قراءةِ نشاطات دماغه، وقبلَ أن يُدركَ الشخص ذلك الخيار. «إنْ ظهرَ وكانت تلك حقيقة، سيكونُ ذلك تهديداً للإرادةِ الحُرَّة»، يقولُ ميلي، ومع ذلك للآن، حتّى أولئك الذين أعلَنوا بشكلٍ سابقٍ لأوانه موتَ الإرادةِ الحُرَّة، يُوافقون على ضرورةِ تكرار تلك النَّتائج على مستوياتٍ متعدِّدة من أشكال اتِّخاذ القرار. فالضَّغطُ على زرٍّ أو القيامُ بلعبِ لُعبةٍ هو أمرٌ بعيدٌ كثيراً عنْ عملِ فنجان شاي، أو التَّرشُّح للرئاسةِ أو ارتكابَ جريمة.
مِنَ الصَّعب تنبُّؤ التأثيرات العمليَّة لإلغاء مفهوم الإرادة الحُرَّة. الحتميّة البيولوجية لا يُمكن أنْ تقف كنقطةَ دفاعٍ قانونية. وعلماءُ القانونِ غير مستعدِّين بعد للتَّخلّي عن مبدأ المسؤوليَّة الفرديَّة. «إنّ على القانون أنْ يكون مبنيّاً على مبدأ أنَّ الناسَ مسؤولون عن أفعالهم، باستثناء الظُّروف الاستثنائيِّة»، يقول نيكولاس ماكنتوش (Nicholas Mackintosh)، الذي يُدير مشروعاً حول علم الأعصابِ والقانون في الجمعيّة الملكيّة في لندن.
أوين جونز (Owen Jones)، بروفيسور القانون في جامعة فاندربيلت (Vanderbilt University) والذي يُديرُ مشروعاً مشابهاً مُموَّلاً من مؤسَّسة ماك آرثر (MacArthur Foundation)، يقترحُ أنَّ البحث قد يساعدُ في تحديد مستوى مسؤوليَّة الفرد. «إنَّ ما يُثير اهتمامنا هو ذلك التصوُّر  متعدِّد الأوجه الذي بإمكانِ علم الأعصاب إيصاله لنا عن اختلاف قدرات الناسِ في السَّيطرةِ على سلوكهم»، يقولُ جونز. فذلك قد يؤثِّر على حِدَّة العقوبة، على سبيل المِثال.
وقد تؤدِّي النتائج في النِّهاية على التَّأثير على سُلوكِ الأفراد. كاثلين فوز (Katheen Vohs) أخصَّائيَّة علم النفس الاجتماعيّ في جامعية مينيسوتا (University of Minnesota) وزميلها جوناثان سكولار (Jonathan Schooler) أخصّائيّ علم النفس حالياً في جامعة كاليفورنيا (University of  California) نشرا دراسةً حول كيفية سلوك الناس عند علمهم أنَّ الحتميَّة هي حقيقة. حيث طلبا من المُشاركِين قراءةَ فقرة من اثنتين: إحداهما يطرحُ فكرة أنَّ سلوكنا يرجع لعواملَ بيئيَّةٍ أو جينيَّة، وليس بمقدورنا السَّيطرة عليه؛ والأخرى حياديَّة حول السُّلوكيات التي تتأثرَّ بالعوامل الخارجية. ومِنْ ثمَّ قام المُشاركون بإجراء اختباراتٍ حِسابِيَّة على جهاز حاسوب. وقبلَ بدء الاختبار، تمَّ إبلاغهم أنَّه ولمشكلةٍ تقنيَّة في الحاسوب ستظهر النتائج على الشاشة إثراً للمشكلة؛ وإن حدثَ ذلك، عليهم النَّقرُ على الإجابة لإغلاقها دون إمعان النَّظر.
وقد كانت فرصة أؤلئك الذين قرؤوا الرِّسالة الحتميَّة أعلى  للغشِّ في الاختبار، وذلك بأخذ الإجابة عبر رسائل المشكلة التِّقنية المُفتَعلة. «ربَّما يكون إنكار الإرادةِ الحرَّة العُذرَ الأقصى ليتصرَّف الفرد كما يُحبّ»، فوز وسكولر يشرحان.
إنَّ تجاربَ هاينز والعواقبَ المُرتبطة المُتوقَّعةَ منها كان لها الأثر على كيف طريقة تفكيره. يذكُرُ أنَّه كان على طائرةٍ في طريقه إلى مؤتمرٍ ولحضور عيد الغطاس (Epiphany)، «وفجأةً أصابتني تلك الرُّؤية الكبيرة حول الكونِ الحتميّ بأكمله، حول نفسي وحول مكانتي فيه، وجميع تلك اللَّحظاتِ التي نظنُّ فيها أننَّا نقوم بالاختيار، كلّ ذلك مجرَّد انعكاسٍ لتيّارٍ غير ثابت». ولكنه لم يستطع الاحتفاظ بذلك التصوِّر للكون الخالي من الإرادة الحُرة لفترة طويلة. «حالما تبدأ بتحليل سلوكِ الناس خلال حياتك اليوميَّة، سيكون من المُستحيل عليكَ نظرياً التَّمسك بذلك التَّصوُّر لفترةٍ طويلة»، يقول.
فرايد، أيضاً يعتقدُ أنه من المُستحيلِ الإبقاء على الحتميَّة في وعيه طوال الوقت، «لا أُفكِّر في ذلك كلَّ يوم، وبالتأكيد لا أفكِّر في ذلك عندما أقوم بعمليَّةٍ لدماغ أحد».
يأملُ ميلي من الفلاسفة الآخرين أنْ يلمّوا بالعلوم المتعلِّقة بالإرادةِ الواعية. وحيث تقبع مباحث الفلسفة، يقول بأنَّ بإمكان العلماء عمل الكثير إن لطَّفوا من موقفهم. «وذلك ليس بدرجة صُعوبة المهام التي يقوم بها عُلماء الأعصاب الذين يعملون على الإرادة الحرَّة ويُحاولون إظهار عدمَ وجودها».